# Acacia linearifolia
Acacia linearifolia é uma espécie de leguminosa do gênero Acacia, pertencente à família Fabaceae.